# 飯豊鉱泉
飯豊鉱泉（いいでこうせん）は、福島県喜多方市にある温泉。飯豊山地西南部地域、一戸川上流部小白布川右岸に位置する。

## 泉質
- 含硫黄塩化物泉

## 温泉街
素朴な宿が1軒ある。2008年は休業していた。営業再開の見込みは立っていない。
飯豊山の川入登山口にあたり、登山シーズンは登山者の姿が見られる。

## アクセス
- 公共交通：山都駅より川入行きのバス（季節運行）
- 車: 国道459号から県道383号を経由し川入まで行く

## その他
- 山形県側の飯豊温泉に川入荘という宿があるが、無関係である。